# Mario Ančić
Mario Ančić, född 30 mars 1984 i Split, Kroatien, är en högerhänt professionell tennisspelare.

## Tenniskarriären
Mario Ančić spelar på ATP-touren sedan 2001 och hans hittills högsta ranking är nummer sju (juli 2006). Ančić har spelat tio ATP-finaler i singel och vunnit tre av dessa. Han slog igenom 2004 i Wimbledon där han nådde han semifinal (förlust mot Andy Roddick). Hans stora idol är Goran Ivanišević och han har en spelstil som liknar dennes. Ančić är huvudsakligen serve/volley-spelare på gräsunderlag, men han varierar sitt spel mer på långsammare underlag. Hans smeknamn är "Super Mario" och "Baby Goran."
2005 vann han Davis Cup med Kroatien.

## Titlar

### Singel (3)
- 2005 - 's-Hertogenbosch
- 2006 - 's-Hertogenbosch, St.Petersburg

### Dubbel (5)
- 2003 - Indianapolis
- 2005 - München
- 2006 - Peking
- 2006 - Bombay
- 2008 - 's-Hertogenbosch